# ووجیمیژ پرس
ووجیمیژ پرس (لهستانی: Włodzimierz Press؛ ‏ تلفظ لهستانی نامِ کوچک: [vwɔdʑimiɛʐ]؛ ‏ زادهٔ ۱۵ مهٔ ۱۹۳۹) بازیگر اهل لهستان است. وی دانش‌آموختهٔ آکادمی ملی هنرهای نمایشی الکساندر زلوروویچ در ورشو است.
از فیلم‌ها یا برنامه‌های تلویزیونی که وی در آن نقش داشته‌است، می‌توان به چهار تانکچی و یک سگ، ع چون عشق، کورچاک، قدرت شیطان، اهریمن و اروپا اروپا اشاره کرد.